# Garland (Tennessee)
Pour les articles homonymes, voir Garland.
Garland est une municipalité américaine située dans le comté de Tipton au Tennessee.
Selon le recensement de 2010, Garland compte 310 habitants. La municipalité s'étend sur 0,58 mille carré (1,5 km2).
La localité est fondée dans les années 1870 et nommée en l'honneur de son médecin, John C. Garland. Selon une autre version, elle doit son nom au sénateur de l'Arkansas voisin, Augustus Hill Garland, né dans le comté de Tipton. Garland devient une municipalité en 1913.